# گالوارینو (شیلی)
گالوارینو (به اسپانیایی: Galvarino) یک شهرستان در شیلی است که در استان کاتین واقع شده‌است. گالوارینو ۵۶۸٫۲ کیلومتر مربع مساحت و ۱۲٬۴۶۹ نفر جمعیت دارد و ۱۰۳ متر بالاتر از سطح دریا واقع شده‌است.